# Vyhnanec (Karel Hlaváček)
Kresba Vyhnanec Karla Hlaváčka je typickou ukázkou českého symbolismu a dekadence ve výtvarném umění. Byla určena jako ilustrace k básni Arnošta Procházky ve sbírce Prostibolo duše (1895). Je uložena ve sbírkách Památníku národního písemnictví.

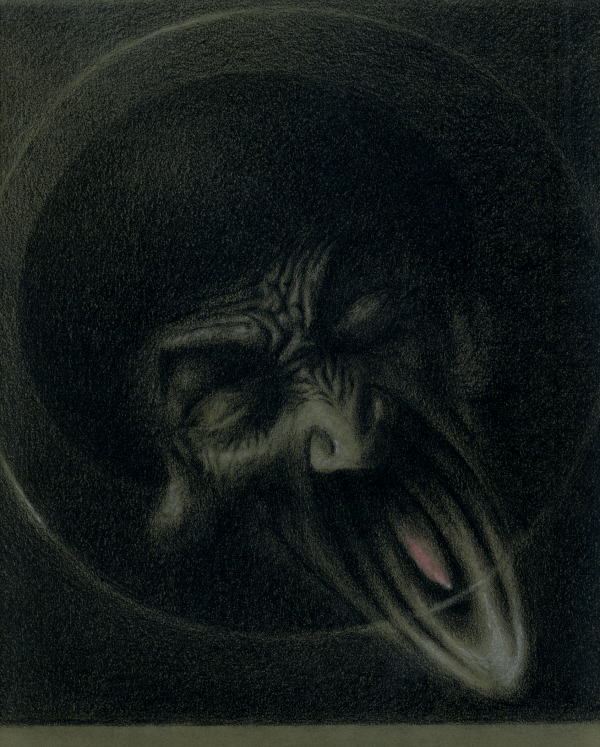
Karel Hlaváček, Vyhnanec (1896-1897), kresba z cyklu Prostibolo duše, uhel a křída na papíře 270 x 242 mm, IK 3315, sbírka Památníku národního písemnictví v Praze

## Okolnosti vzniku
Kresba mužské tváře zkřivené v exaltovaném výkřiku vznikla jako součást Hlaváčkova výtvarného cyklu Prostibolo duše, který byl autorovou uměleckou reakcí na stejnojmennou básnickou sbírku redaktora Moderní revue Arnošta Procházky. Hlaváček začal na cyklu pracovat na podzim roku 1896 a dokončil jej na jaře následujícího roku, kdy jej vydal nákladem 35 číslovaných výtisků v Knihovně Moderní revue jako její 15. svazek.
Sbírka básní Prostibolo duše je považována za první českou číslovanou bibliofilní knihu, která byla vydána v rámci nakladatelské činnosti Moderní revue a za sběratelskou vzácnost.
V kartonových deskách alba se nachází šest volně vložených listů se zmenšenými, černobílými reprodukcemi kreseb na motivy Procházkových básní doplněné o ilustraci titulního listu, portrét Arnošta Procházky, autoportrét Karla Hlaváčka a Hlaváčkův portrét stylizovaný do podoby lebky. Kresba Vyhnance je jediná z celého cyklu, která byla autorem ručně kolorovaná, čímž zdůraznil originálnost každého výtisku.
Význam jednotlivých kreseb a především obsahový výklad Vyhnance naznačil Hlaváček v předmluvě k celému cyklu:
„Je ticho již, ticho… A nyní hraje se jen ve tmě tiché, sexuellné impromtu. Zní tu přidušeně, temně… […] Sexuellná realita zklamala. Duše s čistotou panenství biblické nevěsty při tom zprostituovala. Vše čisté třísněno, vše posvátné upliváno. A to všecko za několik jen okamžiků pochybné rozkoše. Dostavuje se kalná a hořká příchuť poznání, a zbyl teď po všem jen těžký, dusivý smutek, malomocné zoufalství, skleslot a zlomenost s tichým voláním po kalichu bolehlavu…“ 
Název sbírky je možno vyložit dvěma způsoby, jednak z latinského prostibulum jako sídlo prostituce a jednak jednoduše česky jako prostý bol. Zřejmě zde dochází k jistému splynutí obou výkladů. Duše je v této sbírce nejen motivem, ale také tématem. Eliška Krásnohorská sbírku odsoudila slovy: „Arnošt Procházka svou poezii pokřtil zrovna hampejzem. Za tyto cíle má být revoluce proti celé dosavadní tvorbě české? (…) Moderna nám ukázala své vzorce. A taková prý zakrátko bude celá literatura česká!“

## Styl
Hlaváček se v počátcích své výtvarné tvorby inspiroval především díly Féliciena Ropse, Josepha Sattlera, Odilona Redona, Aubreyho V. Beardsleyho a Jamese Ensora. Od poloviny 90. let 19. století je v jeho uměleckém výrazu zřetelný příklon k Edvardu Munchovi. Litografická verze Munchova obrazu Křik, kterou v českém prostředí publikovala Moderní revue, se Hlaváčkovi stala volnou inspirací pro jeho kresbu Vyhnanec.
Ke kresbě se v oddělení Uměleckých sbírek Památníku národního písemnictví zachovala i autorova studie či první verze díla, která oproti finálnímu řešení více zdůrazňuje motivy červeného jazyka evokujícího ženské genitálie a uší v podobě zduřelých varlat. Obdobné řešení fyziognomie lidské tváře Hlaváček použil i na poslední kresbě cyklu s názvem  Et tout est effrayant lorsqu´on y songe. Sám autor se k užití motivu mužských a ženských genitálií vyjádřil takto:
„Tak jsem pojal Vyhnance jako psance ze sexuellného ráje. Hle, strašlivá žízeň po bývalé rajské „čistotě.“ Pohlaví proměnilo mu již ústa v sliznatou ženskou genitálii, křečovitě rozevřenou. […] provedl jsem celou kresbu jedním dechem, zcela realisticky kreslenou – ale pak otřásl mnou takový hnus a děs před mou vlastní prací – že muselo to dolů. A stylizoval jsem vše, už jenom kvůli p. státnímu návladnímu.“